# Richard Harlan
Richard Harlan (* 19. September 1796 in Philadelphia; † 30. September 1843 in New Orleans) war ein US-amerikanischer Arzt, Zoologe und Paläontologe.

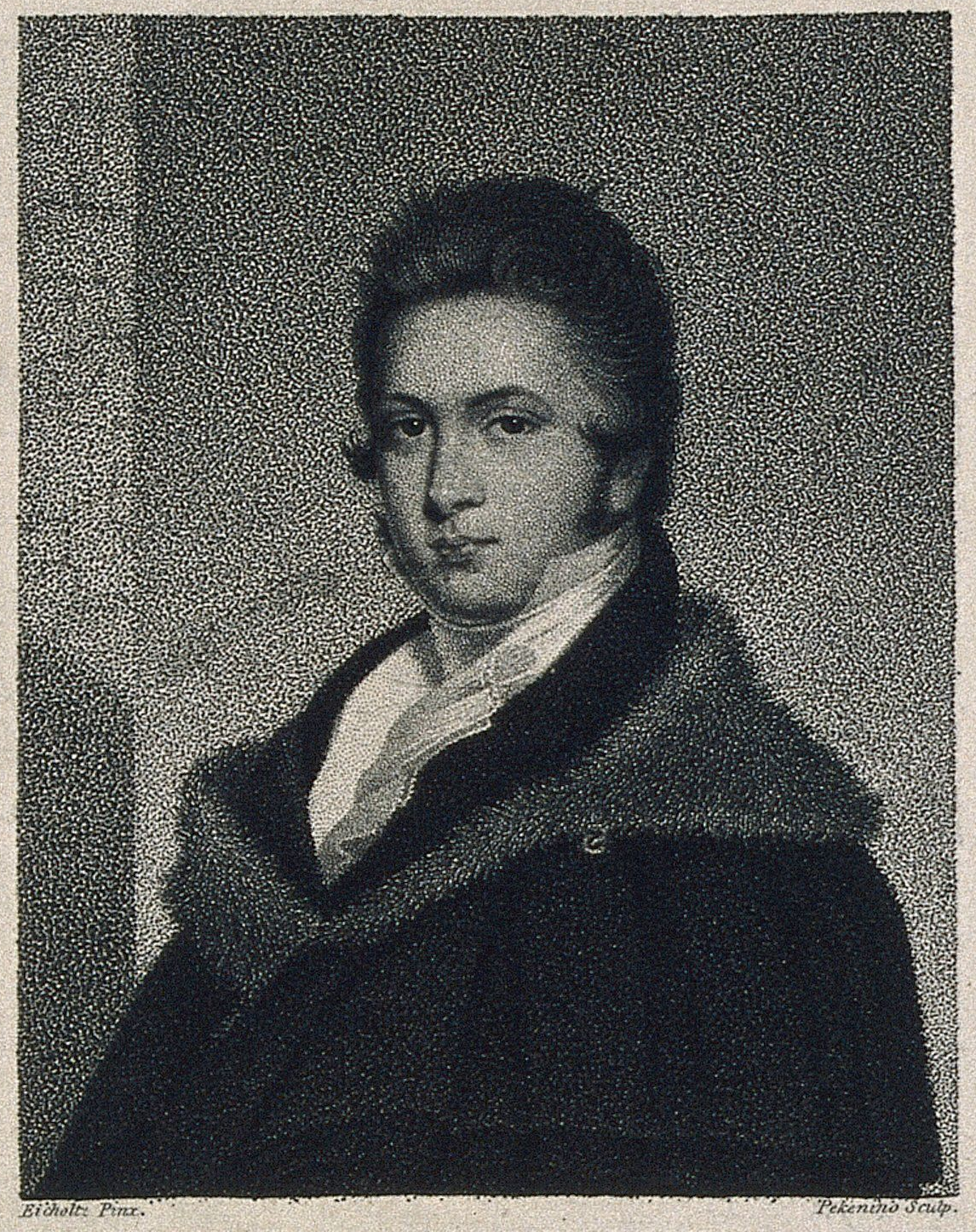
Richard Harlan

## Leben und Wirken
Harlan kam aus einer wohlhabenden Quäkerfamilie und war eines von zehn Kindern. Sein jüngerer Bruder war Josiah Harlan. Harlan studierte Medizin an der University of Pennsylvania in Philadelphia mit dem Abschluss (M.D.) 1818 und war noch als Student ein Jahr (1816/17) Schiffsarzt auf einem Schiff der East India Company auf einer Reise nach Kalkutta. 1821 wurde er Instructor für Anatomie in der Schule von Joseph Parrish und am Museum in Philadelphia. 1833 besuchte er England, Frankreich und Italien, wobei er auf dem Treffen der British Association for the Advancement of Science in Cambridge über fossile Reptilien vortrug. 1839 zog er nach New Orleans, wo er an einem Schlaganfall starb.
Er veröffentlichte eine Übersicht über die Fauna Nordamerikas und über die Reptilien Nordamerikas. Harlan erstbeschrieb 1834 Basilosaurus, den er für einen Verwandten der Plesiosaurier hielt, später stellte er sich als Verwandter der Wale heraus. Er entdeckte und beschrieb das erste Paramylodon und erstbeschrieb den Gürtelmull und den Turks-und-Caicos-Leguan.
Harlan legte eine große Sammlung (am Ende 275) menschlicher Schädel an.

## Mitgliedschaften
1839 wurde Harlan von dem Mediziner John Roberton als Mitglied Nummer 157 der Société Cuvierienne vorgestellt. Er war Mitglied der Academy of Natural Sciences in Philadelphia und der American Philosophical Society. Im Dezember 1838 wurde er als korrespondierendes Mitglied in die Russische Akademie der Wissenschaften in Sankt Petersburg aufgenommen.

## Schriften
- Fauna americana: being a description of the mammiferous animals inhabiting North America, Philadelphia 1825.
- American Herpetology, Philadelphia 1827